# Sport1
Sport1 är en tysk sportkanal i TV och på webben. Den startades den 1 januari 1993 och hette fram till den 11 april 2010 Deutsches Sportfernsehen (DSF). Högkvarteren ligger i Ismaning utanför München.
Vid 1990-talets slut direktsände kanalen bland annat tysk fotboll, ishockey, handboll och motorsport.

### Fotnoter
1. ↑  Frank Östergren, Richard Karlsson (28 oktober 1998). ”Såpornas krig”. Aftonbladet. http://wwwc.aftonbladet.se/tv/special/digital/kanalerna.html. Läst 11 januari 2017.